# 朱潜发
朱潜发，浙江平湖人，是一名清朝政治人物。举人出身。
朱潜发曾于乾隆四十八年接替郭廷采任龙岩州知州一职，乾隆四十八年由瑚图灵阿接任。